# Андорінья (Сан-Томе)
Спорт Клубе ді Андорінья або просто Андорінья (порт. Sport Clube da Andorinha) — професіональний футбольний клуб з міста Понта-Міна на острові Сан-Томе, в Сан-Томе і Принсіпі.

## Історія
Клуб було засновано в 1931 році і це один з найстаріших клубів у країні. Команда базується в місті Понта-Міна недалеко від Прая Круж на острові Сан-Томе. Команда виграла своє єдине національне чемпіонство за часів колоніальної адміністрації в сезоні 1968/69. У 1984 році Андорінья виграла свій перший титул після отримання незалежності Сан-Томе і Принсіпі та стала четвертою командою в історії, що перемогла в національному чемпіонаті, і це єдиний титул, завойований командою після здобуття країною незалежності.
За підсумками сезону 2010 року Андорінья вибула з вищого дивізіону чемпіонату острова, в період між 2011 та 2014 роками клуб виступав у другому дивізіоні чемпіонату острова, поки не посів одне з двох останніх місць, починаючи з 2015 року Андорінья виступає у третьому дивізіоні чемпіонату острова.

## Логотип
Логотип клубу складається з білого щита, на середині якого знаходиться блакитний хрест, в який вписаний менший хрест білого кольору з червоними контурами. В правій частині, на вершині хреста та в лівій частині щита за годинниковою стрілкою розташовується абревіатура назви клубу — три великі латинські літери «A», «S» та «C».

## Форма
Домашня форма клубу складається з синьої футболки, жовтих шортів та синіх шкарпеток.

## Досягнення
- Чемпіонат Сан-Томе і Принсіпі: 2 перемоги

До здобуття незалежності: 1 перемога
1968/69
Після здобуття незалежності: 1 перемога
1984
- Чемпіонат острова Сан-Томе: 2 перемоги

До здобуття незалежності: 1 перемога
1968/69
Після здобуття незалежності: 1 перемога
1984